# 傅欣
傅欣（1980年8月—），中华人民共和国教师、政治人物、全国脱贫攻坚先进个人。

## 生平
傅欣出生于1980年8月。2016年参与上海“组团式”教育援藏工作，期间担任日喀则市教育局副局长、日喀则市上海实验学校校长。2019年结束援藏工作并回到上海师范大学。现任上海市学生事务中心党总支书记、主任。因在脱贫攻坚战中作出突出贡献，2021年2月25日全国脱贫攻坚总结表彰大会上，傅欣被授予“全国脱贫攻坚先进个人”。